# El enemigo (novela)
"El Enemigo" (The Enemy, en el original en inglés) es una novela escrita por el escritor británico Lee Child, es una precuela y octava novela de las series de Jack Reacher. A diferencia de la mayoría de libros de la serie se desarrolla mientras Reacher sigue todavía en el ejército.

## Sinopsis
Año nuevo, 1990. El muro de Berlín acaba de caer, y con él, termina la guerra fría. El mundo se enfrenta a una nueva era político-militar. Ese mismo día, Jack Reacher, un oficial de la policía militar destinado en Carolina del Norte, recibe una llamada que le comunica la muerte de uno de los soldados de la base en un sórdido motel de la zona. Aparentemente, se trata de una muerte natural; sin embargo, cuando se descubre que la víctima era un general influyente, Reacher, ayudado por una joven afrodescendiente, que también es soldado, iniciará una investigación que le enfrentará a sus superiores.
- Datos: Q7732184